# 8214 Mirellalilli
8214 Mirellalilli este un asteroid din centura principală, descoperit pe 29 martie 1995, de Stefano Mottola.